# BAR 006
La BAR 006 è la sesta monoposto di Formula 1 prodotta dalla British American Racing, realizzata per partecipare al campionato mondiale di Formula 1 2004.

## Tecnica
Rispetto alla 005, la 006 ha ricevuto un ulteriore irrigidimento telaistico. Per conformarsi con le nuove normative FIA, il serbatoio è stato rimpicciolito ed è stato inserito un nuovo cambio realizzato in carbonio per ottimizzare il peso. Per lo stesso fine furono impiegati numerosi componenti costruiti in MMC (Metal Matrix Composite), nuove sospensioni con realizzazione semplificata e un nuovo impianto idraulico. Le gomme sono state fornite dalla Michelin.

## Stagione
Vengono confermati i piloti della stagione precedente, Jenson Button e Takuma Satō (che in verità aveva corso solo l'ultimo Gran Premio).
La vettura è molto competitiva. Button ottiene quattro secondi posti (San Marino, Monaco, Germania e Cina), sei terzi posti (Malesia, Bahrain, Europa, Canada, Italia e Giappone) e una pole position nel Gran Premio di San Marino; Sato ottiene un terzo posto negli Stati Uniti. La stagione si conclude al 2º posto, miglior risultato nella storia della scuderia.

## Risultati in Formula 1
| Anno | Team                    | Motore               | Gomme | Piloti |   |    |   |    |   |     |     |     |     |     |    |   |   |     |   |   |   |     | Punti | Pos. |
| ---- | ----------------------- | -------------------- | ----- | ------ | - | -- | - | -- | - | --- | --- | --- | --- | --- | -- | - | - | --- | - | - | - | --- | ----- | ---- |
| 2004 | British American Racing | Honda RA004E 3.0 V10 | M     | Button | 6 | 3  | 3 | 2  | 8 | 2   | 3   | 3   | Rit | 5   | 4  | 2 | 5 | Rit | 3 | 2 | 3 | Rit | 119   | 2º   |
| 2004 | British American Racing | Honda RA004E 3.0 V10 | M     | Satō   | 9 | 15 | 5 | 16 | 5 | Rit | Rit | Rit | 3   | Rit | 11 | 8 | 6 | Rit | 4 | 6 | 4 | 6   | 119   | 2º   |